# Закон Вальраса
Закон Вальраса — принцип теории общего равновесия, согласно которому совокупная стоимостная оценка избыточного спроса/предложения всегда равна нулю (независимо от того, являются ли цены равновесными). Если рассматриваемая экономика включает {\displaystyle n} рынков, то равновесие на {\displaystyle n-1} рынках подразумевает, что рынок {\displaystyle n} также находится в равновесии.
{\displaystyle \sum _{i}p_{i}(q_{i}^{D}-q_{i}^{S})=0}
где, {\displaystyle p_{i}} цена {\displaystyle i}-го товара; {\displaystyle q_{i}^{D}} и {\displaystyle q_{i}^{S}} — спрос и предложение на {\displaystyle i}-ый товар.
Данную идею впервые высказал Джон Стюарт Милль в работе 1844 года. Законом Вальраса (в честь экономиста Леона Вальраса) его назвал Оскар Ланге, чтобы отличать его от закона Сэя. Леон Вальрас сформулировал эту концепцию математически в более строгом виде в 1874 году в своих «Элементах чистой экономики». Некоторые экономисты также используют этот термин для более слабого утверждения, что общая стоимость избыточного спроса не может превышать общую стоимость избыточного предложения.
Из закона Вальраса следует, что если на некотором рынке имеется положительный избыточный спрос, то хотя бы на одном из других рынков должен быть отрицательный избыточный спрос (то есть избыточное предложение). А если все рынки, кроме одного, находятся в равновесии (избыточный спрос на них нулевой), то и последний рынок должен быть в равновесии.